# 四方晴美
四方 晴美（よも はるみ、1957年5月19日 - ）は、日本の元女優、元子役。東京都大田区田園調布出身。愛称はチャコ。俳優である父・安井昌二、母・小田切みきの娘。二人姉妹の妹で、姉の四方正美も子役出身の女優として活動した。

## 来歴
1962年、映画『僕チン放浪記』にて主役の少年役でデビュー。同年、安井昌二・小田切みきと親子で共演したTBSのテレビドラマ『パパの育児手帳』にチャコちゃん役で主演を務めた。「チャコちゃんシリーズ」はその後『チャコちゃん社長』・『チャコちゃんハーイ！』など、5作品が製作されて平均24％の視聴率を記録する人気シリーズとなり、シリーズは宮脇康之（現・宮脇健）演じる「ケンちゃんシリーズ」に引き継がれた。
1971年に『金メダルへのターン!』（フジテレビ）、1974年に『高校教師』（東京12チャンネル）に出演し、1975年に芸能界引退を宣言。その後は母親の経営する小料理屋を手伝っていたが、4年後の1979年に一時復帰。1980年代に入って再び芸能界を引退した。その理由は『週刊プレイボーイ』（集英社）のグラビアに登場したところ、当時交際していた男性に「ファンレターなどが沢山来て、仕事が忙しくなったらどうするんだよ」と問われ、それなら芸能界を辞めると決断したためである。その後は千葉県浦安市にある世界最大級のファストフード店・マクドナルドで、パートタイマー（アルバイト）として長く勤務して正社員から店長となり、娘もマクドナルドに入社した。その後、離婚を経てUNIQLOに勤務した。

## 出演作品

### 映画
- 僕チン放浪記（1962年、大槻義一監督）
- チャコとケンちゃん（1969年、窪川健造監督）
- 卒業旅行 Little　Adventurer（1973年、東宝 / 出目昌伸監督）-宮田弥生 役

### テレビドラマ
- 榎物語（1962年3月、TBS / 国際放映）
- パパの育児手帳（1962年10月 - 1963年5月、TBS / 国際放映）
- チャコちゃん社長（1964年7月 - 10月、TBS）- 主演
- チャコちゃんハーイ!（1965年2月 - 1966年1月、TBS）- 主演
- チャコちゃん（1966年2月 - 1967年3月、TBS）- 主演
- 泣いてたまるか 第2話「やじろべえ夫婦」（1966年、TBS / 国際放映）
- チャコねえちゃん（1967年4月 - 1968年3月、TBS）- 主演
- チャコとケンちゃん（1968年4月 - 1969年3月、TBS）- 主演
- 渥美清の父ちゃんがゆく（1969年4 - 6月、フジテレビ）
- 金メダルへのターン!（1971年、フジテレビ / 東宝）
- 連続テレビ小説「繭子ひとり」（1971年、NHK総合）
- 銭形平次 第406話「岡っ引志願の娘」（1974年、フジテレビ / 東映） - お峰
- 高校教師（1974年、東京12チャンネル）- 亀山三千代
- 噂の刑事トミーとマツ 第11話「トミー変身の秘密PART l」（1979年、TBS / 大映テレビ）- 喫茶店のウェイトレス
- ザ・サスペンス「もう一人の乗客」（1982年、TBS）
- 右門捕物帖 第15話「伝六の初恋」（1983年、日本テレビ / ユニオン映画）
- 月曜ワイド劇場「花柳幻舟獄中記1 女子刑務所の188日」（1984年、テレビ朝日）

### 広告
- 明治乳業（現：明治）「活性パイゲンC」（1967年）[1]